# Quận Vilas, Wisconsin
Quận Vilas một quận thuộc tiểu bang Wisconsin, Hoa Kỳ. Quận lỵ đóng ở Eagle River6.. Theo điều tra dân số năm 2000 của Cục21.033 điều tra dân số Hoa Kỳ năm 2000, quận có dân số người. Quận Vilas được đặt tên theo William Freeman Vilas.

## Địa lý
Theo Cục điều tra dân số Hoa Kỳ, quận có diện tích 2636 km2, trong đ373 ó có km2 là diện tích mặt nước.

### Xa lộ
| - U.S. Highway 45 - U.S. Highway 51 - Highway 17 (Wisconsin) - Highway 32 (Wisconsin) | - Highway 47 (Wisconsin) - Highway 70 (Wisconsin) - Highway 155 (Wisconsin) |

### Quận giáp ranh
- Quận Gogebic, Michigan - bắc
- Quận Iron, Michigan - đông bắc
- Quận Forest - đông nam
- Quận Oneida - nam
- Quận Price - tây nam
- Quận Iron - tây

## Thông tin nhân khẩu

Tháp tuổi dân cư quận Vilas năm 2000.

Theo điều tra dân số 2 năm 2000, quận đã có dân số 19.680 người, 7.529 hộ gia đình, và 5.345 gia đình sống trong quận hạt. Mật độ dân số là 20 người trên một dặm vuông (8/km ²). Có 8.595 đơn vị nhà ở với mật độ trung bình là 9 trên một dặm vuông (3/km ²). Cơ cấu điểm chủng tộc của quận đã được 98,71% người da trắng, 0,09% da đen hay Mỹ gốc Phi, 0,19% người Mỹ bản xứ, 0,23% ở châu Á, 0,19% từ các chủng tộc khác, và 0,59% từ hai hoặc nhiều chủng tộc. 0,65% dân số là người Hispanic hay Latino thuộc một chủng tộc nào. 57,9% là gốc Đức, gốc Ba Lan 9,1%, 5,3% người Mỹ gốc Na Uy theo điều tra dân số năm 2000. 96,2% nói tiếng Anh, số người nói tiếng Đức chiếm 1,7% và 1,2% nói tiếng Tây Ban Nha là ngôn ngữ đầu tiên của họ.
Có 7.529 hộ, trong đó 33,80% có trẻ em dưới 18 tuổi sống chung với họ, 59,30% là đôi vợ chồng sống với nhau, 7,10% có một chủ hộ nữ và không có chồng, và 29,00% là các gia đình không. 24,70% hộ gia đình đã được tạo ra từ các cá nhân và 11,20% có người sống một mình 65 tuổi hoặc lớn tuổi hơn là người. Cỡ hộ trung bình là 2,58 và cỡ gia đình trung bình là 3.10.
Trong quận, độ tuổi dân số đã được trải ra với 27,10% dưới độ tuổi 18, 7,60% 18-24, 28,30% 25-44, 21,80% từ 45 đến 64, và 15,20% từ 65 tuổi trở lên đã được những người. Độ tuổi trung bình là 37 năm. Đối với mỗi 100 nữ có 102,60 nam giới. Đối với mỗi 100 nữ 18 tuổi trở lên, đã có 100,40 nam giới.